# Aristóxenes (médico)
Aristóxenes (grego antigo: Ἀριστόξενος) foi um antigo médico grego da Ásia Menor, o qual foi citado por Célio Aureliano. Foi aluno de Alexandre Filaletes e contemporâneo de Demóstenes Filaletes, e deve ter vivido por volta do século I d.C.. Foi um seguidor dos ensinamentos de Herófilo, e estudou na célebre escola herofiliana na cidade de Men-Carus, entre Laodiceia e Carura. Escreveu um trabalho chamado On the Herophilean Sect (Περὶ τῆς Ἡροφίλου Αἱρέσεως) (latim: De Herophili Secta), do qual o décimo terceiro livro é citado por Cláudio Galeno, o qual, entretanto, não existe mais.